# Neoarctia beanii
Neoarctia beanii är en fjärilsart som beskrevs av Berthold Neumoegen 1891. Neoarctia beanii ingår i släktet Neoarctia och familjen björnspinnare. Inga underarter finns listade i Catalogue of Life.